# Aktieindkomst
Aktieindkomst er den særlige indkomstform der omfatter de fleste løbende aktieudbytter, og desuden visse avancer/tab ved afståelse af aktier. Ved aktieudbytte forstås i skattemæssig forstand alt, hvad et aktie- eller anpartsselskab m.v. udlodder til dets aktionærer eller anpartshavere.